# Kempasagara, Kunigal
Kempasagara là một làng thuộc tehsil Kunigal, huyện Tumkur, bang Karnataka, Ấn Độ.